# Allagopappus
Genre
Allagopappus est un genre de plantes à fleurs de la famille des Asteraceae.

## Liste d'espèces
Ce genre comprend deux espèces :
- Allagopappus canariensis (Willd.) Greuter
- Allagopappus viscosissimus Bolle